# Super Robot Wars OG Saga: Endless Frontier
Super Robot Wars OG Saga: Endless Frontier (無限のフロンティア スーパーロボット大戦OGサーガ?, lit Endless Frontier: Super Robot Wars OG Saga) è un videogioco della Banpresto, sviluppato in collaborazione con la Monolith Soft, lo studio che aveva creato Xenosaga. Si tratta di uno spin-off della serie Super Robot Wars: Original Generation. Pubblicato il 29 maggio 2009 per Nintendo DS, il titolo si stacca dagli elementi dei tradizionali videogiochi di ruolo tattici per i quali il franchise Super Robot Wars è conosciuto, ed opta invece per l'utilizzo di gameplay basato su turni.
Un CD drama, in cui vengono raccontate situazioni alternative di Super Robot Wars: Original Generation 2 in Super Robot Wars Original Generations, è stato dato in omaggio in Giappone a tutti coloro che hanno prenotato il videogioco prima della sua uscita. Il 26 febbraio 2008, una serie manga basata sul videogioco è iniziata sulla rivista Kerokero Ace.
Il videogioco è stato licenziato dalla Atlus per il mercato nordamericano ed è stato pubblicato il 28 aprile 2009 con il titolo Super Robot Taisen OG Saga: Endless Frontier. Il titolo è stato giudicato dall'ESRB come T, a causa dei riferimenti all'alcol, alla fantasia violenta, al linguaggio colorito, alla nudità parziale ed ai temi suggestivi.
Un sequel del videogioco, intitolato Super Robot Taisen OG Saga: Endless Frontier EXCEED è stato pubblicato il 25 febbraio 2010.